# Хорватия на летних Олимпийских играх 2016
Хорватия на летних Олимпийских играх 2016 года была представлена 87 спортсменами в 16 видах спорта. Знаменосцем сборной Хорватии на церемонии открытия Игр стал олимпийский чемпион 2012 года ватерполист Йосип Павич, а на церемонии закрытия — братья Валент и Мартин Синковичи, которые стали олимпийскими чемпионами в академической гребле в соревнованиях двоек парных. По итогам соревнований на счету хорватских спортсменов было 5 золотых, 3 серебряных и 2 бронзовые медали, что позволило сборной Хорватии занять 17-е место в неофициальном медальном зачёте. Несмотря на то, что по количеству заявленных спортсменов, сборная Хорватии уступила показателям предыдущих двух Игр, именно в Рио-де-Жанейро хорватские спортсмены установили высшее достижение в истории независимой Хорватии, как по количеству золотых, так и по общему количеству олимпийских медалей.

## Медали
| Золото  | |                                               |            |
| №       | Спортсмены | Вид спорта (дисциплина)                       | Дата       |
| 1       | Йосип Гласнович | Стрельба (трап, мужчины)                      | 8 августа  |
| 2       | Мартин Синкович Валент Синкович | Академическая гребля (двойки парные, мужчины) | 11 августа |
| 3       | Сандра Перкович | Лёгкая атлетика (метание диска, женщины)      | 16 августа |
| 4       | Сара Колак | Лёгкая атлетика (метание копья, женщины)      | 18 августа |
| 5       | Шиме Фантела Игор Маренич | Парусный спорт (470, мужчины)                 | 18 августа |
| Серебро | |                                               |            |
| №       | Спортсмены | Вид спорта (дисциплина)                       | Дата       |
| 1       | Дамир Мартин | Академическая гребля (одиночки, мужчины)      | 13 августа |
| 2       | Тончи Стипанович | Парусный спорт (Лазер, мужчины)               | 16 августа |
| 3       | Мужская сборная по водному поло Марко Бияч Лука Букич Дамир Бурич Андро Бушле Хавьер Гарсия Маро Йокович Иван Крапич Лука Лончар Марко Мацан Йосип Павич Антонио Петкович Сандро Сукно Анджело Шетка | Водное поло (мужчины)                         | 20 августа |
| Бронза  | |                                               |            |
| №       | Спортсмены | Вид спорта (дисциплина)                       | Дата       |
| 1       | Филип Хргович | Бокс (свыше 91 кг, мужчины)                   | 19 августа |
| 2       | Бланка Влашич | Лёгкая атлетика (прыжки в высоту, женщины)    | 20 августа |

## Состав сборной
Академическая гребля
1. Дамир Мартин
2. Валент Синкович
3. Мартин Синкович

 Баскетбол
1. Марко Арапович
2. Лука Бабич
3. Миро Билан
4. Боян Богданович
5. Филип Круслин
6. Дарко Планинич
7. Желько Сакич
8. Крунослав Симон
9. Рок Стипчевич
10. Роко Укич
11. Марио Хезоня
12. Дарио Шарич

 Бокс
1. Хрвое Сеп
2. Филип Хргович

 Борьба
Греко-римская борьба
1. Божо Старчевич

 Шоссейный велоспорт
1. Кристиян Джюрасек
2. Матия Квасина

 Водное поло
1. Марко Бияч
2. Лука Букич
3. Дамир Бурич
4. Андро Бушле
5. Хавьер Гарсия
6. Маро Йокович
7. Иван Крапич
8. Лука Лончар
9. Марко Мацан
10. Йосип Павич
11. Антонио Петкович
12. Сандро Сукно
13. Анджело Шетка

 Гандбол
1. Илия Брозович
2. Яков Гоюн
3. Домагой Дувняк
4. Игор Карачич
5. Крешимир Козина
6. Марко Копляр
7. Марко Мамич
8. Иван Пешич
9. Иван Слишкович
10. Иван Стеванович
11. Лука Степанчич
12. Златко Хорват
13. Иван Чупич
14. Мануэль Штрлек

 Дзюдо
1. Барбара Матич

 Лёгкая атлетика
1. Стипе Жунич
2. Филип Михалевич
3. Иван Хорват
4. Бланка Влашич
5. Мария Враич
6. Андреа Иванцевич
7. Сара Колак
8. Матеа Матошевич
9. Сандра Перкович
10. Ана Шимич

 Настольный теннис
1. Андрей Гачина

 Парусный спорт
1. Иван Киякович Гашпич
2. Павле Костов
3. Игор Маренич
4. Лука Мратович
5. Тончи Стипанович
6. Шиме Фантела
7. Петар Цупач
8. Тина Михелич

 Плавание
1. Марио Тодорович
2. Матеа Самарджич

 Прыжки в воду
1. Марсела Марич

 Стрельба
1. Петар Горша
2. Йосип Гласнович
3. Джованни Черногорац
4. Валентина Густин
5. Мария Марович
6. Снежана Пейчич
7. Таня Перец

 Спортивная гимнастика
1. Филип Уде
2. Ана Джерек

 Теннис
1. Марин Драганя
2. Марин Чилич
3. Борна Чорич
4. Ана Конюх

 Тхэквондо
1. Филип Гргич
2. Ана Занинович
3. Люция Занинович

## Результаты соревнований

### Академическая гребля
В следующий раунд из каждого заезда проходят несколько лучших экипажей (в зависимости от дисциплины). В утешительный заезд попадают спортсмены, выбывшие в предварительном раунде. В финал A выходят 6 сильнейших экипажей, остальные разыгрывают места в утешительных финалах B-F.
Мужчины
| Соревнование  | Спортсмены                      | Отборочная гонка | Отборочная гонка | Отборочная гонка | Утешительный заезд | Утешительный заезд | Утешительный заезд | Четвертьфинал | Четвертьфинал | Четвертьфинал | Полуфинал     | Полуфинал     | Полуфинал     | Финал   | Финал   | Итоговое место |
| Соревнование  | Спортсмены                      | Заплыв           | Время            | Место            | Заплыв             | Время              | Место              | Заплыв        | Время         | Место         | Заплыв        | Время         | Место         | Время   | Место   | Итоговое место |
| ------------- | ------------------------------- | ---------------- | ---------------- | ---------------- | ------------------ | ------------------ | ------------------ | ------------- | ------------- | ------------- | ------------- | ------------- | ------------- | ------- | ------- | -------------- |
| одиночки      | Дамир Мартин                    | 6                | 7:23,08          | 2 Q              | не участвовал      | не участвовал      | не участвовал      | 4             | 6:44,44       | 1 Q           | Полуфинал A/B | Полуфинал A/B | Полуфинал A/B | Финал A | Финал A | 2              |
| одиночки      | Дамир Мартин                    | 6                | 7:23,08          | 2 Q              | не участвовал      | не участвовал      | не участвовал      | 4             | 6:44,44       | 1 Q           | 1             | 6:59,43       | 2 QA          | 6:41,34 | 2       | 2              |
| двойки парные | Мартин Синкович Валент Синкович | 3                | 6:30,09          | 1 Q              | не участвовали     | не участвовали     | не участвовали     | не проводится | не проводится | не проводится | 1             | 6:12,27       | 1 QA          | Финал A | Финал A | 1              |
| двойки парные | Мартин Синкович Валент Синкович | 3                | 6:30,09          | 1 Q              | не участвовали     | не участвовали     | не участвовали     | не проводится | не проводится | не проводится | 1             | 6:12,27       | 1 QA          | 6:50,28 | 1       | 1              |

### Баскетбол

#### Мужчины
Мужская сборная Хорватии квалифицировалась на Игры, заняв первое место в олимпийском квалификационном турнире, который прошёл с 4 по 9 июля 2016 года в Турине.
Состав
| Номер     | Позиция   | Имя       | Дата рождения | Рост, см  | Клуб      | Игры      | Очки      | Подборы   | Передачи  |
| Защитники | Защитники | Защитники | Защитники     | Защитники | Защитники | Защитники | Защитники | Защитники | Защитники |
| --------- | --------- | --------- | ------------- | --------- | --------- | --------- | --------- | --------- | --------- |
|           |           |           |               |           |           |           |           |           |           |
| Форварды  |           |           |               |           |           |           |           |           |           |
|           |           |           |               |           |           |           |           |           |           |
| Центровые |           |           |               |           |           |           |           |           |           |
|           |           |           |               |           |           |           |           |           |           |

| Имя                | Гражданство | Дата рождения   |
| ------------------ | ----------- | --------------- |
| Александр Петрович | Хорватия    | 16 февраля 1959 |

Результаты
Групповой этап (Группа B)
| Место | Команда   | И | В | П | ОЗ  | ОП  | +/- | Очки |
| ----- | --------- | - | - | - | --- | --- | --- | ---- |
| 1     | Хорватия  | 5 | 3 | 2 | 400 | 407 | -7  | 8    |
| 2     | Испания   | 5 | 3 | 2 | 432 | 357 | +75 | 8    |
| 3     | Литва     | 5 | 3 | 2 | 392 | 428 | -36 | 8    |
| 4     | Аргентина | 5 | 3 | 2 | 441 | 428 | +13 | 8    |
| 5     | Бразилия  | 5 | 2 | 3 | 411 | 407 | +4  | 7    |
| 6     | Нигерия   | 5 | 1 | 4 | 392 | 441 | -49 | 6    |

| 7 августа 2016 19:00 UTC−3 | Протокол | Хорватия                   | 72:70    | Испания    | Кариока Арена, Рио-де-Жанейро Зрителей: 8039 Судьи: Стефан Себель Роберт Лоттермозер Олег Латышев |
| 7 августа 2016 19:00 UTC−3 | Протокол | 13:21, 19:17, 15:16, 25:16 |          |            | Кариока Арена, Рио-де-Жанейро Зрителей: 8039 Судьи: Стефан Себель Роберт Лоттермозер Олег Латышев |
| 7 августа 2016 19:00 UTC−3 | Протокол | Богданович 23              | Очки     | Газоль 26  | Кариока Арена, Рио-де-Жанейро Зрителей: 8039 Судьи: Стефан Себель Роберт Лоттермозер Олег Латышев |
| 7 августа 2016 19:00 UTC−3 | Протокол | Три игрока по 7            | Подборы  | Газоль 9   | Кариока Арена, Рио-де-Жанейро Зрителей: 8039 Судьи: Стефан Себель Роберт Лоттермозер Олег Латышев |
| 7 августа 2016 19:00 UTC−3 | Протокол | Шарич 5                    | Передачи | Родригес 7 | Кариока Арена, Рио-де-Жанейро Зрителей: 8039 Судьи: Стефан Себель Роберт Лоттермозер Олег Латышев |

| 9 августа 2016 22:30 UTC−3 | Протокол | Аргентина                  | 90:82    | Хорватия | Кариока Арена, Рио-де-Жанейро Зрителей: 8514 Судьи: Христос Христодулу Стивен Андерсон Хосе Рейес |
| 9 августа 2016 22:30 UTC−3 | Протокол | 22:22, 24:18, 27:14, 17:28 |          |          | Кариока Арена, Рио-де-Жанейро Зрителей: 8514 Судьи: Христос Христодулу Стивен Андерсон Хосе Рейес |
| 9 августа 2016 22:30 UTC−3 | Протокол | Скола 23                   | Очки     | Шарич 19 | Кариока Арена, Рио-де-Жанейро Зрителей: 8514 Судьи: Христос Христодулу Стивен Андерсон Хосе Рейес |
| 9 августа 2016 22:30 UTC−3 | Протокол | Скола 9                    | Подборы  | Шарич 10 | Кариока Арена, Рио-де-Жанейро Зрителей: 8514 Судьи: Христос Христодулу Стивен Андерсон Хосе Рейес |
| 9 августа 2016 22:30 UTC−3 | Протокол | Кампаццо 8                 | Передачи | Шарич 7  | Кариока Арена, Рио-де-Жанейро Зрителей: 8514 Судьи: Христос Христодулу Стивен Андерсон Хосе Рейес |

| 11 августа 2016 14:15 UTC−3 | Протокол | Бразилия | ' | Хорватия | Кариока Арена, Рио-де-Жанейро |

| 13 августа 2016 22:30 UTC−3 | Протокол | Хорватия | ' | Нигерия | Кариока Арена, Рио-де-Жанейро |

| 15 августа 2016 22:30 UTC−3 | Протокол | Литва | ' | Хорватия | Кариока Арена, Рио-де-Жанейро |

### Бокс
Квоты, завоёванные спортсменами являются именными. Если от одной страны путёвки на Игры завоюют два и более спортсмена, то право выбора боксёра предоставляется национальному Олимпийскому комитету. Соревнования по боксу проходят по системе плей-офф. Для победы в олимпийском турнире боксёру необходимо одержать либо четыре, либо пять побед в зависимости от жеребьёвки соревнований. Оба спортсмена, проигравшие в полуфинальных поединках, становятся обладателями бронзовых наград.
Мужчины
| Категория   | Спортсмены    | Первый раунд       | Второй раунд       | Четвертьфинал        | Полуфинал            | Финал                | Место                |
| Категория   | Спортсмены    | Соперник Результат | Соперник Результат | Соперник Результат   | Соперник Результат   | Соперник Результат   | Место                |
| ----------- | ------------- | ------------------ | ------------------ | -------------------- | -------------------- | -------------------- | -------------------- |
| до 81 кг    | Хрвойе Сеп    | EGYА. Салах В 2:1  | BRAМ. Боржис П 0:3 | завершил выступление | завершил выступление | завершил выступление | завершил выступление |
| свыше 91 кг | Филип Хргович |                    |                    |                      |                      |                      |                      |

### Велоспорт

#### Шоссейный велоспорт
Мужчины
| Соревнование    | Спортсмены        | Время   | Место | Отставание |
| --------------- | ----------------- | ------- | ----- | ---------- |
| групповая гонка | Кристиян Джюрасек | 6:13:36 | 18    | +3:31      |
| групповая гонка | Матия Квасина     | DNF     | DNF   | DNF        |

### Водные виды спорта

#### Водное поло

##### Мужчины
Мужская сборная Хорватии по водному поло квалифицировалась на Игры, завоевав серебряные медали на чемпионате мира 2015 года.
Состав
| Номер                  | Имя     | Дата рождения | Рост, см | Вес, кг | Клуб    | Игры    | Голы    |
| Вратари                | Вратари | Вратари       | Вратари  | Вратари | Вратари | Вратари | Вратари |
| ---------------------- | ------- | ------------- | -------- | ------- | ------- | ------- | ------- |
| 1                      |         |               |          |         |         |         |         |
| 13                     |         |               |          |         |         |         |         |
| Защитники              |         |               |          |         |         |         |         |
|                        |         |               |          |         |         |         |         |
| Подвижные нападающие   |         |               |          |         |         |         |         |
|                        |         |               |          |         |         |         |         |
| Центральные нападающие |         |               |          |         |         |         |         |
|                        |         |               |          |         |         |         |         |

| Имя         | Гражданство | Дата рождения |
| ----------- | ----------- | ------------- |
| Ивица Туцак | Хорватия    |               |

Результаты
Групповой этап (Группа B)
| Место | Команда    | И | В | Н | П | ГЗ | ГП | +/- | Очки |
| ----- | ---------- | - | - | - | - | -- | -- | --- | ---- |
| 1     | Испания    | 5 | 3 | 1 | 1 | 46 | 35 | +11 | 7    |
| 2     | Хорватия   | 5 | 3 | 0 | 2 | 37 | 37 | 0   | 6    |
| 3     | Италия     | 5 | 3 | 0 | 2 | 40 | 41 | -1  | 6    |
| 4     | Черногория | 5 | 2 | 1 | 2 | 36 | 32 | +4  | 5    |
| 5     | США        | 5 | 1 | 0 | 4 | 35 | 35 | 0   | 4    |
| 6     | Франция    | 5 | 0 | 0 | 5 | 28 | 42 | -14 | 2    |

| 6 августа 2016 10:20 UTC-3 | Протокол | США                                   | 5:7  | Хорватия                        | Водный центр имени Марии Ленк Судьи: Борис Маргета Дэниел Флэив |
| 6 августа 2016 10:20 UTC-3 | Протокол | Счёт по четвертям: 2:2, 1:1, 1:2, 1:2 |      |                                 | Водный центр имени Марии Ленк Судьи: Борис Маргета Дэниел Флэив |
| 6 августа 2016 10:20 UTC-3 | Протокол | Тони Азеведо — 2                      | Голы | 2 — Маро Йокович, Анджело Шетка | Водный центр имени Марии Ленк Судьи: Борис Маргета Дэниел Флэив |

| 8 августа 2016 20:50 UTC-3 | Протокол | Хорватия                                  | 8:7  | Черногория                         | Водный центр имени Марии Ленк Судьи: Георгиос Ставридис Дэниел Флэив |
| 8 августа 2016 20:50 UTC-3 | Протокол | Счёт по четвертям: 2:2, 2:1, 1:2, 3:2     |      |                                    | Водный центр имени Марии Ленк Судьи: Георгиос Ставридис Дэниел Флэив |
| 8 августа 2016 20:50 UTC-3 | Протокол | Лука Лончар, Лука Букич, Сандро Сукно — 2 | Голы | 2 — Дарко Бргульян, Младжан Янович | Водный центр имени Марии Ленк Судьи: Георгиос Ставридис Дэниел Флэив |

| 10 августа 2016 | Испания | ' | Хорватия | Водный центр имени Марии Ленк |

| 12 августа 2016 | Хорватия | ' | Италия | Водный центр имени Марии Ленк |

| 14 августа 2016 | Франция | ' | Хорватия | Олимпийский водный центр |

#### Плавание
В следующий раунд на каждой дистанции проходят спортсмены, показавшие лучший результат, независимо от места, занятого в своём заплыве.
Мужчины
| Дистанция                | Спортсмены      | Предварительный раунд | Предварительный раунд | Предварительный раунд | Полуфинал | Полуфинал | Полуфинал | Финал     | Финал |
| Дистанция                | Спортсмены      | Заплыв                | Результат             | Место                 | Заплыв    | Результат | Место     | Результат | Место |
| ------------------------ | --------------- | --------------------- | --------------------- | --------------------- | --------- | --------- | --------- | --------- | ----- |
| 50 метров вольным стилем | Марио Тодорович |                       |                       |                       |           |           |           |           |       |

Женщины
| Дистанция                        | Спортсмены      | Предварительный раунд | Предварительный раунд | Предварительный раунд | Полуфинал     | Полуфинал     | Полуфинал     | Финал                 | Финал                 |
| Дистанция                        | Спортсмены      | Заплыв                | Результат             | Место                 | Заплыв        | Результат     | Место         | Результат             | Место                 |
| -------------------------------- | --------------- | --------------------- | --------------------- | --------------------- | ------------- | ------------- | ------------- | --------------------- | --------------------- |
| 100 метров на спине              | Матеа Самарджич | 4                     | 1:00,46               | 13 Q                  | 2             | 1:00,60       | 13            | завершила выступление | завершила выступление |
| 200 метров на спине              | Матеа Самарджич |                       |                       |                       |               |               |               |                       |                       |
| 400 метров комплексным плаванием | Матеа Самарджич | 2                     | 4:39,41               | 17                    | не проводится | не проводится | не проводится | завершила выступление | завершила выступление |

#### Прыжки в воду
Женщины
| Соревнование      | Спортсмены    | Предварительный раунд | Предварительный раунд | Полуфинал | Полуфинал | Финал     | Финал |
| Соревнование      | Спортсмены    | Результат             | Место                 | Результат | Место     | Результат | Место |
| ----------------- | ------------- | --------------------- | --------------------- | --------- | --------- | --------- | ----- |
| трамплин, 3 метра | Марсела Марич |                       |                       |           |           |           |       |

### Гандбол

#### Мужчины
Мужская сборная Хорватии пробилась на Игры, заняв второе место в олимпийском квалификационном турнире, который проходил с 8 по 10 апреля 2016 года в Хернинге.
Состав
| Номер         | Имя     | Дата рождения | Рост, см | Вес, кг | Клуб    | Игры    | Голы    |
| Вратари       | Вратари | Вратари       | Вратари  | Вратари | Вратари | Вратари | Вратари |
| ------------- | ------- | ------------- | -------- | ------- | ------- | ------- | ------- |
|               |         |               |          |         |         |         |         |
| Крайние       |         |               |          |         |         |         |         |
|               |         |               |          |         |         |         |         |
| Разыгрывающие |         |               |          |         |         |         |         |
|               |         |               |          |         |         |         |         |
| Полусредние   |         |               |          |         |         |         |         |
|               |         |               |          |         |         |         |         |
| Линейные      |         |               |          |         |         |         |         |
|               |         |               |          |         |         |         |         |

| Имя          | Гражданство | Дата рождения |
| ------------ | ----------- | ------------- |
| Желько Бабич | Хорватия    |               |

Результаты
Групповой этап (Группа A)
| Место | Команда   | И | В | Н | П | ГЗ  | ГП  | +/- | Очки |
| ----- | --------- | - | - | - | - | --- | --- | --- | ---- |
| 1     | Хорватия  | 5 | 4 | 0 | 1 | 147 | 134 | +13 | 8    |
| 2     | Франция   | 5 | 4 | 0 | 1 | 152 | 126 | +26 | 8    |
| 3     | Дания     | 5 | 3 | 0 | 2 | 136 | 127 | +9  | 6    |
| 4     | Катар     | 5 | 2 | 1 | 2 | 122 | 127 | -5  | 5    |
| 5     | Аргентина | 5 | 1 | 0 | 4 | 110 | 126 | -16 | 2    |
| 6     | Тунис     | 5 | 0 | 1 | 4 | 118 | 145 | -27 | 1    |

| 7 августа 2016 09:30 UTC-3 | Хорватия         | 23:30  | Катар             | Арена ду Футуру, Рио-де-Жанейро Зрителей: 4880 Судьи: Лопес, Рамирес (ESP) |
| 7 августа 2016 09:30 UTC-3 | Мануэль Штрлек 5 | (8:15) | 10 Жарко Маркович | Арена ду Футуру, Рио-де-Жанейро Зрителей: 4880 Судьи: Лопес, Рамирес (ESP) |
| 7 августа 2016 09:30 UTC-3 | 5× 3×            | Отчёт  | 6× 1×             | Арена ду Футуру, Рио-де-Жанейро Зрителей: 4880 Судьи: Лопес, Рамирес (ESP) |

| 9 августа 2016 21:50 UTC-3 | Аргентина              | 26:27             | Хорватия           | Арена ду Футуру, Рио-де-Жанейро Зрителей: 8150 Судьи: Рашид, Эль-Сайед (EGY) |
| 9 августа 2016 21:50 UTC-3 | Федерико Фернандес — 8 | (15:14)           | 7 — Мануэль Штрлек | Арена ду Футуру, Рио-де-Жанейро Зрителей: 8150 Судьи: Рашид, Эль-Сайед (EGY) |
| 9 августа 2016 21:50 UTC-3 | 2× 4× 1×               | Статистика, Отчёт | 4× 3×              | Арена ду Футуру, Рио-де-Жанейро Зрителей: 8150 Судьи: Рашид, Эль-Сайед (EGY) |

| 11 августа 2016 14:40 UTC-3 | Дания | − : − | Хорватия | Фьючер Арена, Рио-де-Жанейро |
| 11 августа 2016 14:40 UTC-3 |       |       |          | Фьючер Арена, Рио-де-Жанейро |
| 11 августа 2016 14:40 UTC-3 |       |       |          | Фьючер Арена, Рио-де-Жанейро |

| 13 августа 2016 11:30 UTC-3 | Хорватия | − : − | Франция | Фьючер Арена, Рио-де-Жанейро |
| 13 августа 2016 11:30 UTC-3 |          |       |         | Фьючер Арена, Рио-де-Жанейро |
| 13 августа 2016 11:30 UTC-3 |          |       |         | Фьючер Арена, Рио-де-Жанейро |

| 15 августа 2016 19:50 UTC-3 | Хорватия | − : − | Тунис | Фьючер Арена, Рио-де-Жанейро |
| 15 августа 2016 19:50 UTC-3 |          |       |       | Фьючер Арена, Рио-де-Жанейро |
| 15 августа 2016 19:50 UTC-3 |          |       |       | Фьючер Арена, Рио-де-Жанейро |

### Гимнастика

#### Спортивная гимнастика
В квалификационном раунде проходил отбор, как в финал командного многоборья, так и в финалы личных дисциплин. В финал индивидуального многоборья отбиралось 24 спортсмена с наивысшими результатами, а в финалы отдельных упражнений по 8 спортсменов, причём в финале личных дисциплин страна не могла быть представлена более, чем 2 спортсменами. В командном многоборье в квалификации на каждом снаряде выступали по 4 спортсмена, а в зачёт шли три лучших результата. В финале командных соревнований на каждом снаряде выступало по три спортсмена и все три результата шли в зачёт.
Мужчины
Индивидуальные упражнения
| Соревнование | Спортсмены | Квалификация | Квалификация | Финал                | Финал                |
| Соревнование | Спортсмены | Очки         | Место        | Очки                 | Место                |
| ------------ | ---------- | ------------ | ------------ | -------------------- | -------------------- |
| конь         | Филип Уде  | 14,333       | 30           | Завершил выступление | Завершил выступление |

Женщины
Многоборья
| Соревнование      | Спортсмены | Квалификация   | Квалификация        | Квалификация | Квалификация       | Квалификация | Квалификация | Финал                 | Финал                 | Финал                 | Финал                 | Финал                 | Финал                 |
| Соревнование      | Спортсмены | Опорный прыжок | Разновысокие брусья | Бревно       | Вольные упражнения | Всего        | Место        | Опорный прыжок        | Разновысокие брусья   | Бревно                | Вольные упражнения    | Всего                 | Место                 |
| ----------------- | ---------- | -------------- | ------------------- | ------------ | ------------------ | ------------ | ------------ | --------------------- | --------------------- | --------------------- | --------------------- | --------------------- | --------------------- |
| личное многоборье | Ана Джерек | 0,000          | DNS                 | 11,433       | 13,200             | —            | DNF          | Завершила выступление | Завершила выступление | Завершила выступление | Завершила выступление | Завершила выступление | Завершила выступление |

Индивидуальные упражнения
| Соревнование        | Спортсмены | Квалификация | Квалификация | Финал                 | Финал                 |
| Соревнование        | Спортсмены | Очки         | Место        | Очки                  | Место                 |
| ------------------- | ---------- | ------------ | ------------ | --------------------- | --------------------- |
| разновысокие брусья | Ана Джерек | DNS          | DNS          | Завершила выступление | Завершила выступление |
| бревно              | Ана Джерек | 11,433       | 77           | Завершила выступление | Завершила выступление |
| вольные упражнения  | Ана Джерек | 13,200       | 52           | Завершила выступление | Завершила выступление |

### Дзюдо
Соревнования по дзюдо проводились по системе с выбыванием. В утешительные раунды попадали спортсмены, проигравшие полуфиналистам турнира. Два спортсмена, одержавших победу в утешительном раунде, в поединке за бронзу сражались с дзюдоистами, проигравшими в полуфинале.
Женщины
| Категория | Спортсмены    | 1/16 финала             | 1/8 финала            | Четвертьфинал         | Полуфинал             | Финал                 | Место |
| Категория | Спортсмены    | Соперник Результат      | Соперник Результат    | Соперник Результат    | Соперник Результат    | Соперник Результат    | Место |
| --------- | ------------- | ----------------------- | --------------------- | --------------------- | --------------------- | --------------------- | ----- |
| до 70 кг  | Барбара Матич | PURМ. Перес П 000:011s2 | завершила выступление | завершила выступление | завершила выступление | завершила выступление | 17    |

### Лёгкая атлетика
Мужчины
Технические дисциплины
| Дисциплина      | Спортсмен       | Квалификация | Квалификация | Финал     | Финал |
| Дисциплина      | Спортсмен       | Результат    | Место        | Результат | Место |
| --------------- | --------------- | ------------ | ------------ | --------- | ----- |
| прыжок с шестом | Иван Хорват     |              |              |           |       |
| толкание ядра   | Стипе Жунич     |              |              |           |       |
| толкание ядра   | Филип Михалевич |              |              |           |       |

Женщины
Беговые дисциплины
| Дисциплина                    | Спортсмен        | Предварительный раунд | Предварительный раунд | Предварительный раунд | Четвертьфиналы | Четвертьфиналы | Четвертьфиналы | Полуфиналы | Полуфиналы | Полуфиналы | Финал | Финал |
| Дисциплина                    | Спортсмен        | Забег                 | Время                 | Место                 | Забег          | Время          | Место          | Забег      | Время      | Место      | Время | Место |
| ----------------------------- | ---------------- | --------------------- | --------------------- | --------------------- | -------------- | -------------- | -------------- | ---------- | ---------- | ---------- | ----- | ----- |
| бег на 100 метров с барьерами | Андреа Иванцевич |                       |                       |                       | Не проводится  | Не проводится  | Не проводится  |            |            |            |       |       |

Шоссейные дисциплины
| Дисциплина | Спортсмен       | Время | Место | Отставание |
| ---------- | --------------- | ----- | ----- | ---------- |
| марафон    | Мария Враич     |       |       |            |
| марафон    | Матеа Матошевич |       |       |            |

Технические дисциплины
| Дисциплина      | Спортсмен       | Квалификация | Квалификация | Финал     | Финал |
| Дисциплина      | Спортсмен       | Результат    | Место        | Результат | Место |
| --------------- | --------------- | ------------ | ------------ | --------- | ----- |
| прыжок в высоту | Бланка Влашич   |              |              |           |       |
| прыжок в высоту | Ана Шимич       |              |              |           |       |
| метание диска   | Сандра Перкович |              |              |           |       |
| метание копья   | Сара Колак      |              |              |           |       |

### Настольный теннис
Соревнования по настольному теннису проходили по системе плей-офф. Каждый матч продолжается до тех пор, пока один из теннисистов не выигрывает 4 партии. Сильнейшие 16 спортсменов начинали соревнования с третьего раунда, следующие 16 по рейтингу стартовали со второго раунда.
Мужчины
| Соревнование     | Спортсмены         | Квалификация       | Первый раунд       | Второй раунд       | Третий раунд         | 1/8 финала           | 1/4 финала           | Полуфинал            | Финал                | Место                |
| Соревнование     | Спортсмены         | Соперник Результат | Соперник Результат | Соперник Результат | Соперник Результат   | Соперник Результат   | Соперник Результат   | Соперник Результат   | Соперник Результат   | Место                |
| ---------------- | ------------------ | ------------------ | ------------------ | ------------------ | -------------------- | -------------------- | -------------------- | -------------------- | -------------------- | -------------------- |
| одиночный разряд | Андрей Гачина (15) | не участвовал      | не участвовал      | не участвовал      | GBRП. Дринкхол П 2:4 | завершил выступление | завершил выступление | завершил выступление | завершил выступление | завершил выступление |

### Парусный спорт
Соревнования по парусному спорту в каждом из классов состояли из 10 или 12 гонок. Каждую гонку спортсмены начинали с общего старта. Победителем становился экипаж, первым пересекший финишную черту. Количество очков, идущих в общий зачёт, соответствовало занятому командой месту. 10 лучших экипажей по результатам 10 заплывов попадали в медальную гонку, результаты которой также шли в общий зачёт. В медальной гонке, очки, полученные экипажем удваивались. В случае если участник соревнований не смог завершить гонку ему начислялось количество очков, равное количеству участников плюс один. При итоговом подсчёте очков не учитывался худший результат, показанный экипажем в одной из гонок. Сборная, набравшая наименьшее количество очков, становится олимпийским чемпионом.
Мужчины
| Класс | Спортсмены                | Гонка | Гонка | Гонка | Гонка | Гонка  | Гонка | Гонка | Гонка | Гонка | Гонка | Гонка         | Гонка         | Гонка         | Очки | Место |
| Класс | Спортсмены                | 1     | 2     | 3     | 4     | 5      | 6     | 7     | 8     | 9     | 10    | 11            | 12            | M             | Очки | Место |
| ----- | ------------------------- | ----- | ----- | ----- | ----- | ------ | ----- | ----- | ----- | ----- | ----- | ------------- | ------------- | ------------- | ---- | ----- |
| RS:X  | Лука Мратович             | 13    | 11    | 15    | 21    | 37 DNF | 19    | 27    | 18    | 34    | 26    | 31            | 30            | не участвовал | 245  | 24    |
| 470   | Шиме Фантела Игор Маренич |       |       |       |       |        |       |       |       |       |       | не проводится | не проводится |               |      |       |
| Лазер | Тончи Стипанович          |       |       |       |       |        |       |       |       |       |       | не проводится | не проводится |               |      |       |
| Финн  | Иван Киякович Гашпич      |       |       |       |       |        |       |       |       |       |       | не проводится | не проводится |               |      |       |
| 49-й  | Петар Цупач Павле Костов  |       |       |       |       |        |       |       |       |       |       |               |               |               |      |       |

Женщины
| Класс        | Спортсмены   | Гонка | Гонка | Гонка | Гонка | Гонка | Гонка | Гонка | Гонка | Гонка | Гонка | Гонка         | Гонка         | Гонка | Очки | Место |
| Класс        | Спортсмены   | 1     | 2     | 3     | 4     | 5     | 6     | 7     | 8     | 9     | 10    | 11            | 12            | M     | Очки | Место |
| ------------ | ------------ | ----- | ----- | ----- | ----- | ----- | ----- | ----- | ----- | ----- | ----- | ------------- | ------------- | ----- | ---- | ----- |
| Лазер Радиал | Тина Михелич |       |       |       |       |       |       |       |       |       |       | не проводится | не проводится |       |      |       |

### Стрельба
В январе 2013 года Международная федерация спортивной стрельбы приняла новые правила проведения соревнований на 2013—2016 года, которые, в частности, изменили порядок проведения финалов. Во многих дисциплинах спортсмены, прошедшие в финал, теперь начинают решающий раунд без очков, набранных в квалификации, а финал проходит по системе с выбыванием. Также в финалах после каждого раунда стрельбы из дальнейшей борьбы выбывает спортсмен с наименьшим количеством баллов. В скоростном пистолете решающие поединки проходят по системе попал-промах. В стендовой стрельбе добавился полуфинальный раунд, где определяются по два участника финального матча и поединка за третье место.
Мужчины
| Соревнование                          | Спортсмены          | Квалификация | Квалификация | Полуфинал            | Полуфинал            | Финал                    | Финал                |
| Соревнование                          | Спортсмены          | Результат    | Место        | Результат            | Место                | Соперник/ Результат      | Место                |
| ------------------------------------- | ------------------- | ------------ | ------------ | -------------------- | -------------------- | ------------------------ | -------------------- |
| пневматическая винтовка, 10 метров    | Петар Горша         | 628,0        | 3 Q          | не проводится        | не проводится        | 101,0                    | 7                    |
| винтовка лёжа, 50 метров              | Петар Горша         |              |              | не проводится        | не проводится        |                          |                      |
| винтовка из трёх положений, 50 метров | Петар Горша         |              |              | не проводится        | не проводится        |                          |                      |
| трап                                  | Йосип Гласнович     | 120          | 3 Q          | 15                   | 1 Q                  | ITAД. Пелльело В 134:133 | 1                    |
| трап                                  | Джованни Черногорац | 116          | 9            | завершил выступление | завершил выступление | завершил выступление     | завершил выступление |

Женщины
| Соревнование                          | Спортсмены       | Квалификация | Квалификация | Полуфинал     | Полуфинал     | Финал                 | Финал                 |
| Соревнование                          | Спортсмены       | Результат    | Место        | Результат     | Место         | Соперник/ Результат   | Место                 |
| ------------------------------------- | ---------------- | ------------ | ------------ | ------------- | ------------- | --------------------- | --------------------- |
| пневматическая винтовка, 10 метров    | Снежана Пейчич   | 416,0        | 7 Q          | не проводится | не проводится | 102,0                 | 7                     |
| пневматическая винтовка, 10 метров    | Валентина Густин | 413,9        | 23           | не проводится | не проводится | завершила выступление | завершила выступление |
| винтовка из трёх положений, 50 метров | Снежана Пейчич   |              |              | не проводится | не проводится |                       |                       |
| винтовка из трёх положений, 50 метров | Таня Перец       |              |              | не проводится | не проводится |                       |                       |
| пневматический пистолет, 10 метров    | Мария Марович    | 377          | 33           | не проводится | не проводится | завершила выступление | завершила выступление |

### Теннис
Соревнования пройдут на кортах олимпийского теннисного центра. Теннисные матчи будут проходить на кортах с твёрдым покрытием DecoTurf, на которых также проходит и Открытый чемпионат США.
Мужчины
| Соревнование     | Спортсмены                | 1/32 финала                  | 1/16 финала                            | 1/8 финала            | Четвертьфинал         | Полуфинал             | Финал                 |                       |
| Соревнование     | Спортсмены                | Соперник Результат           | Соперник Результат                     | Соперник Результат    | Соперник Результат    | Соперник Результат    | Соперник Результат    |                       |
| ---------------- | ------------------------- | ---------------------------- | -------------------------------------- | --------------------- | --------------------- | --------------------- | --------------------- | --------------------- |
| одиночный разряд | Марин Чилич (9)           | BULГ. Димитров В 6:1, 6:4    | MDAР. Албот В 6:3 , 6:4                | FRAГ. Монфис (6) :    |                       |                       |                       |                       |
| одиночный разряд | Борна Чорич               | FRAЖ. Симон (15) П 4:6, 61:7 | завершил выступление                   | завершил выступление  | завершил выступление  | завершил выступление  | завершил выступление  |                       |
| парный разряд    | Марин Драганя Марин Чилич | не проводится                | SRBН. Джокович / Н. Зимонич П 2:6, 2:6 | завершили выступление | завершили выступление | завершили выступление | завершили выступление | завершили выступление |

Женщины
| Соревнование     | Спортсмены | 1/32 финала           | 1/16 финала                          | 1/8 финала            | Четвертьфинал         | Полуфинал             | Финал                 |
| Соревнование     | Спортсмены | Соперник Результат    | Соперник Результат                   | Соперник Результат    | Соперник Результат    | Соперник Результат    | Соперник Результат    |
| ---------------- | ---------- | --------------------- | ------------------------------------ | --------------------- | --------------------- | --------------------- | --------------------- |
| одиночный разряд | Ана Конюх  | GERА. Бек В 7:65, 6:1 | ESPК. Суарес Наварро (9) П 65:7, 3:6 | завершила выступление | завершила выступление | завершила выступление | завершила выступление |

### Тхэквондо
Соревнования по тхэквондо проходят по системе с выбыванием. Для победы в турнире спортсмену необходимо одержать 4 победы. Тхэквондисты, проигравшие по ходу соревнований будущим финалистам, принимают участие в утешительном турнире за две бронзовые медали.
Мужчины
| Категория | Спортсмен   | 1/8 финала         | Четвертьфинал      | Полуфинал          | Финал              | Место |
| Категория | Спортсмен   | Соперник Результат | Соперник Результат | Соперник Результат | Соперник Результат | Место |
| --------- | ----------- | ------------------ | ------------------ | ------------------ | ------------------ | ----- |
| до 68 кг  | Филип Гргич |                    |                    |                    |                    |       |

Женщины
| Категория | Спортсмен       | 1/8 финала         | Четвертьфинал      | Полуфинал          | Финал              | Место |
| Категория | Спортсмен       | Соперник Результат | Соперник Результат | Соперник Результат | Соперник Результат | Место |
| --------- | --------------- | ------------------ | ------------------ | ------------------ | ------------------ | ----- |
| до 49 кг  | Люция Занинович |                    |                    |                    |                    |       |
| до 57 кг  | Ана Занинович   |                    |                    |                    |                    |       |